# Хёйбертс, Деан
Деан Хёйбертс (нидерл. Dean Huiberts; род. 4 мая 2000, Эммен, Дренте) — нидерландский футболист, полузащитник бельгийского клуба «Беерсхот».

## Клубная карьера
Хёйбертс — воспитанник клуба ПЕК Зволле. 11 августа 2019 года в матче против «Утрехта» он дебютировал в Эредивизи. 6 ноября 2021 года в поединке против «Камбюра» Деан забил свой первый гол за ПЕК Зволле.
В январе 2024 года до конца сезона 2023/24 перешёл на правах аренды в бельгийский «Беерсхот».
15 июля 2024 года подписал контракт с «Беерсхот».